# Vernon Center
Vernon Center és una població dels Estats Units a l'estat de Minnesota. Segons el cens del 2000 tenia 359 habitants.

## Demografia
Segons el cens del 2000, Vernon Center tenia 359 habitants, 132 habitatges, i 99 famílies. La densitat de població era de 282,9 habitants per km².
Dels 132 habitatges en un 40,2% hi vivien nens de menys de 18 anys, en un 68,9% hi vivien parelles casades, en un 4,5% dones solteres, i en un 25% no eren unitats familiars. En el 22,7% dels habitatges hi vivien persones soles el 14,4% de les quals corresponia a persones de 65 anys o més que vivien soles. El nombre mitjà de persones vivint en cada habitatge era de 2,72 i el nombre mitjà de persones que vivien en cada família era de 3,14.
Per edats la població es repartia de la següent manera: un 29% tenia menys de 18 anys, un 6,4% entre 18 i 24, un 27,6% entre 25 i 44, un 21,7% de 45 a 60 i un 15,3% 65 anys o més.
L'edat mediana era de 34 anys. Per cada 100 dones de 18 o més anys hi havia 100,8 homes.
La renda mediana per habitatge era de 50.703 $ i la renda mediana per família de 56.875 $. Els homes tenien una renda mediana de 34.500 $ mentre que les dones 21.806 $. La renda per capita de la població era de 20.693 $. Cap de les famílies i l'1,5% de la població estaven per davall del llindar de pobresa.

## Poblacions més properes
El següent diagrama mostra les poblacions més properes.